# Chariesthes sesensis
Chariesthes sesensis là một loài bọ cánh cứng trong họ Cerambycidae.